# Bengt Blomqvist

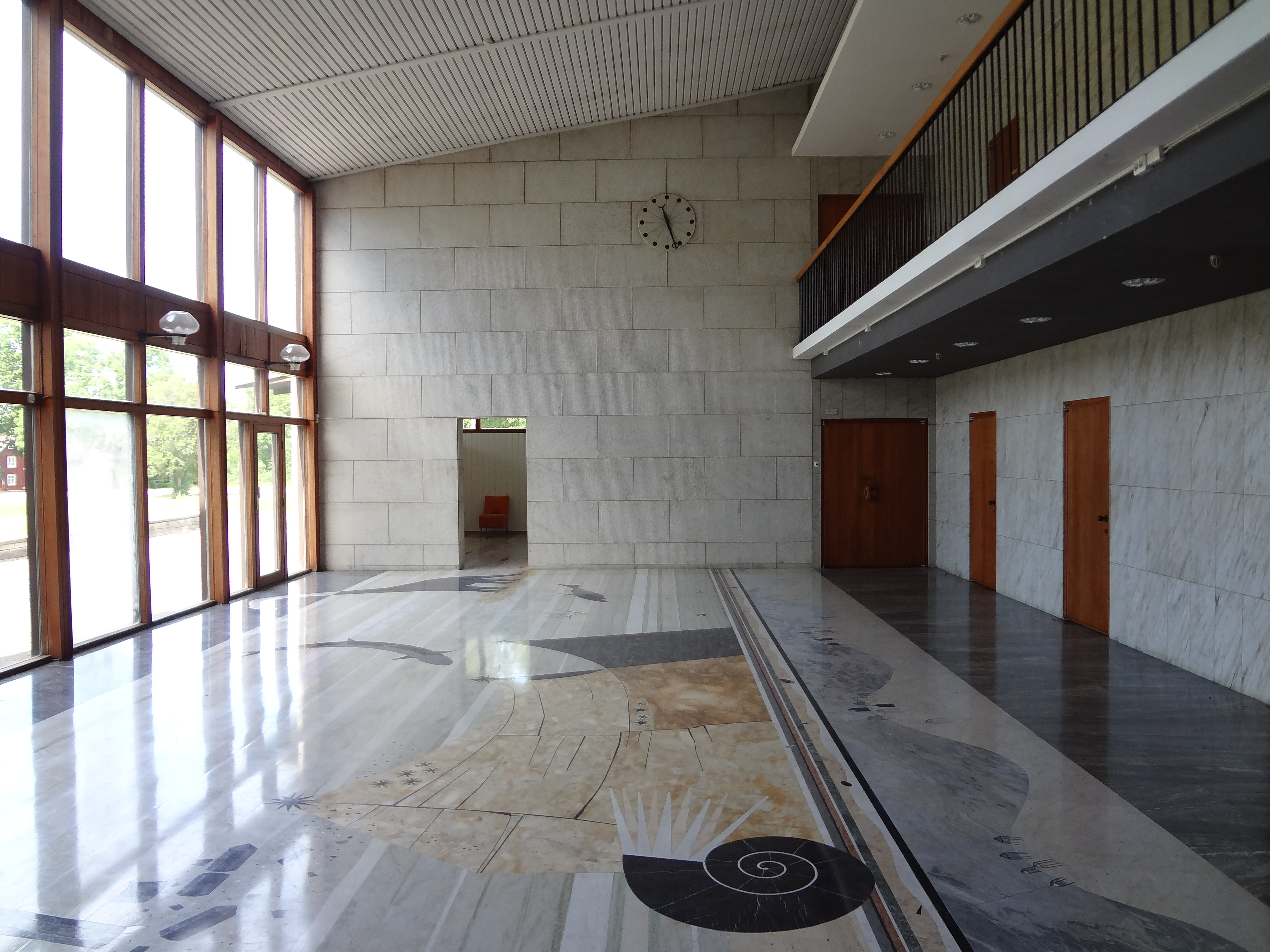
Marmorintarsia i Yxhultsbolagets huvudkontor

Bengt Arne Blomqvist, född 20 januari 1920 i Göteborgs Haga församling, Göteborg, död 14 juni 2001 i Fässbergs församling, Mölndal, var en svensk målare.
Bengt Blomqvist studerade vid Slöjdföreningens skola i Göteborg 1937–1939 och samtidigt tecknade han kroki vid Valands målarskola. Efter studierna gjorde han studieresor till Tyskland, Sydfrankrike och Sicilien samt målarresor till Norge och Danmark. Han hade en separatutställning på Galleri Gummesons i Stockholm och medverkade i samlingsutställningar i Göteborg, Linköping och Halmstad. Bland hans offentliga arbeten märks väggmålningen Cirkus på Engelbrektsskolan i Borås. Hans konst består huvudsakligen av landskapsmålningar i olja eller tempera. Blomqvist är representerad vid Göteborgs konstmuseum, Borås konstmuseum och Värmlands museum. Han är gravsatt i minneslunden på Fässbergs kyrkogård.